# Las Piedras (Bolivia)
Las Piedras es una localidad en las tierras bajas de Bolivia, ubicada en la Amazonía boliviana. Administrativamente pertenece al municipio de Puerto Gonzales Moreno de la provincia de Madre de Dios en el departamento de Pando. La localidad se encuentra a una altitud de 139 m s. n. m. sobre la margen izquierda del río Beni, catorce kilómetros antes de la confluencia del río Madre de Dios. Fue fundada el 15 de abril de 1915, denominada inicialmente Buen Futuro, luego El Piedral, y finalmente el nombre actual que lleva.
Cerca de la localidad se encuentran la Fortaleza Victoria, que es un sitio arqueológico donde se encuentran restos de alguna construcción hecha presuntamente por una expedición incaica a la región amazónica.

## Geografía
Las Piedras se encuentra en la parte boliviana de la cuenca del Amazonas en uno de los afluentes del río Madeira.
La temperatura promedio promedio de la región es de 26 °C (ver diagrama climático de Riberalta) y fluctúa solo ligeramente entre alrededor de 25 °C de abril a agosto y casi 28 °C en diciembre. La precipitación anual es de alrededor de 1.300 mm, con una estación seca pronunciada de junio a agosto con una precipitación mensual inferior a 20 mm, y una estación húmeda de diciembre a enero con una precipitación mensual superior a 200 mm.

## Transporte
Las Piedras se encuentra a 300 kilómetros en línea recta y 448 kilómetros por carretera al este de Cobija, la capital del departamento.
Desde Cobija, la ruta troncal Ruta 13 de 370 km recorre hacia el este hasta El Choro, desde donde la Ruta 8 corre 69 km hacia el norte hasta la ciudad de Riberalta en la margen derecha del río Beni frente a la desembocadura del río Madre de Dios. Saliendo desde Riberalta, dos tramos cortos de camino sin asfaltar y un cruce del río Beni conducen al oeste por Las Piedras hasta Puerto Gonzalo Moreno, la cabecera municipal.

## Demografía
La población de la localidad se ha duplicado aproximadamente en las últimas dos décadas:
| Año  | Habitantes | Fuente |
| ---- | ---------- | ------ |
| 1992 | 430        | Censo  |
| 2001 | 564        | censo  |
| 2012 | 1 133      | censo  |